# بوني سانت كلير
بوني سانت كلير (بالهولندية: Bonnie St. Claire)‏ هي مغنية هولندية، ولدت في 18 نوفمبر 1949 في روزنبرخ في هولندا.

## وصلات خارجية
- الموقع الرسمي
- بوني سانت كلير على موقع IMDb (الإنجليزية)
- بوني سانت كلير على موقع ميوزك برينز (الإنجليزية)
- بوني سانت كلير على موقع ديسكوغز (الإنجليزية)